# 战争的谈判模型
在国际关系理论中、 战争的谈判模型是一种表示两个参与者之间作为讨价还价互动的潜在收益和损失以及战争最终结果的手段。

## 矛盾
反对战争的谈判模型的想法：
1. 认知心理：参与者不会不改变自己的信仰或行为。
2. 国内政治：领导人更愿意在国内政治中巩固自己的位置。
3. 建构主义者认为：参与者的身份通过战争被认知。[2]